# Кльонув (Нижньосілезьке воєводство)
Кльонув (пол. Klonów) — село в Польщі, у гміні Мендзибуж Олесницького повіту Нижньосілезького воєводства.
Населення — 290 осіб (2011).
У 1975-1998 роках село належало до Каліського воєводства.

## Демографія
Демографічна структура станом на 31 березня 2011 року:
|          | Загалом | Допрацездатний вік | Працездатний вік | Постпрацездатний вік |
| -------- | ------- | ------------------ | ---------------- | -------------------- |
| Чоловіки | 147     | 40                 | 100              | 7                    |
| Жінки    | 143     | 39                 | 84               | 20                   |
| Разом    | 290     | 79                 | 184              | 27                   |